# Hypselodoris zephyra
Hypselodoris zephyra is een zeenaaktslak die behoort tot de familie van de Chromodorididae. Deze slak leeft in het westen van de Grote Oceaan.
De slak heeft een lichtgele kleur met dorsale paarse lijnen. Ook de zoom van de mantel is paars. De kieuwen en de rinoforen zijn oranje. Ze wordt, als ze volwassen is, zo'n 3 cm lang. Ze voeden zich voornamelijk met sponzen.